# Agrotis insula
Agrotis insula là một loài bướm đêm trong họ Noctuidae.